# Templo de Nuestra Señora de la Asunción de María (Bacerac)
El Templo o Parroquia de Nuestra Señora de la Asunción de María es un edificio católico situado en el pueblo mexicano de Bacerac en el noreste del estado de Sonora. Fue construida como una capilla en el año de 1645 por el misionero jesuita español Cristóbal García junto a la fundación de la misión de Santa María con el fin de evangelizar a los nativos indígenas. El edificio es catalogado como Conjunto Arquitectónico por el Instituto Nacional de Antropología e Historia (INAH) para su preservación.

## Historia
En el año de 1645 con todos los avances de los misioneros y exploradores extranjeros en la colonización de la Nueva España, el padre jesuita de origen español Cristóbal García estableció aquí una capilla con la función de misión y así conquistar la zona, la nombraron en honor a la Asunción de la Virgen María. En el año de 1678 se catalogó ya como un templo bajo mando del padre Pedro Silva el cual hizo trabajos de agrandamiento. Alrededor de 1694 el lugar sufrió un ataque por indígenas ajenos a la región debido a conflictos entre etnias, tomando un control moderado de la situación el padre Horacio Polici, por lo que decidió fortificar la edificación.
En 1760 la iglesia fue fortificada por completo para proteger a la población de los ataques violentos que provenían de los apaches, algunas otras misiones cercanas al valle de Bacerac optaron por la misma estrategia y poder defenderse. Después de una larga administración los jesuitas fueron expulsados en 1766 y en su lugar llegaron los franciscanos provenientes de Jalisco.
La iglesia ha sido restaurada en 1943 y últimamente en 1967.